# Trichodactylus quinquedentatus
Trichodactylus quinquedentatus är en kräftdjursart som beskrevs av Rathbun 1893. Trichodactylus quinquedentatus ingår i släktet Trichodactylus och familjen Trichodactylidae. IUCN kategoriserar arten globalt som livskraftig. Inga underarter finns listade i Catalogue of Life.